# Malden (Illinois)
Malden és una població dels Estats Units a l'estat d'Illinois. Segons el cens del 2000 tenia 343 habitants.

## Demografia
Segons el cens del 2000, Malden tenia 343 habitants, 129 habitatges, i 90 famílies. La densitat de població era de 490,5 habitants/km².
Dels 129 habitatges en un 34,9% hi vivien nens de menys de 18 anys, en un 59,7% hi vivien parelles casades, en un 5,4% dones solteres, i en un 29,5% no eren unitats familiars. En el 25,6% dels habitatges hi vivien persones soles el 14% de les quals corresponia a persones de 65 anys o més que vivien soles. El nombre mitjà de persones vivint en cada habitatge era de 2,66 i el nombre mitjà de persones que vivien en cada família era de 3,19.
Per edats la població es repartia de la següent manera: un 28,3% tenia menys de 18 anys, un 7,6% entre 18 i 24, un 27,1% entre 25 i 44, un 23% de 45 a 60 i un 14% 65 anys o més.
L'edat mediana era de 36 anys. Per cada 100 dones de 18 o més anys hi havia 100 homes.
La renda mediana per habitatge era de 41.250 $ i la renda mediana per família de 44.219 $. Els homes tenien una renda mediana de 25.833 $ mentre que les dones 22.500 $. La renda per capita de la població era de 15.820 $. Aproximadament l'1,3% de les famílies i el 3,1% de la població estaven per davall del llindar de pobresa.

## Poblacions més properes
El següent diagrama mostra les poblacions més properes.